# Keenegambiet
Het Keenegambiet is in de opening van een schaakpartij een subvariant van de Grobopening, die valt onder ECO-code A00, de onregelmatige openingen. Het gambiet heeft als beginzetten
1. g4 d5
2. h3 e5
3. Lg2 c6 (de Keeneverdediging)
4. d4 e4
5. c4
Dit gambiet is geanalyseerd door de Britse schaker Raymond Keene.